# Шаркалишарри
Шаркалишарри — царь Аккаде, царь Аккада и Шумера, правил приблизительно в 2200 — 2176 годах до н. э., из династии Аккаде.
Царский список называет его сыном Нарам-Суэна, но из его собственных надписей становится известно, что он был сыном Итти-Энлиля, сына Нарам-Суэна. Отец его умер до смерти Нарам-Суэна, и Шаркалишарри занял престол деда.

## Отражение набегов
Шаркалишарри унаследовал от своего предшественника Нарам-Суэна тяжёлую борьбу с наступавшими на Аккадскую державу врагами. Одним из них были двигавшиеся с запада новые семитские племена амореев; но самая большая опасность грозила со стороны воинственных племён северо-востока — гутиев. Уже предшественник Шаркалишарри Нарам-Суэн, видимо, пал в борьбе с ними. В правление Шаркалишарри гутии оказывают весьма активное давление на Месопотамию и были постоянной угрозой — они захватывали стада и другое имущество подданных царя, не давая им возделывать землю. Имеется частное письмо некоего Ишкун-Дагана, предположительно отправленное правителю области, где сказано:
«Ты должен возделывать поля и следить за скотом. Не говори [то есть будет бесполезно говорить]: "Да, но ведь гутии (движутся), и поэтому я не могу возделывать своё поле". Расставь патрули стражи через каждые полмили, а затем возделывай своё поле. Если вооруженные шайки приблизятся, для тебя будет организована [местная] мобилизация, а затем тебе следует загнать скот в город… Если появятся гутии, которые [уже?] угнали твой скот, сказать на это нечего, но [тем не менее?] я заплачу тебе [то, что тебе причитается?]. Я клянусь жизнью Шар-кали-шарри…».
Шумерская эпическая поэма «Проклятие Аккаде» рассказывает о повсеместном запустении наступившем в Месопотамии: 
Берега его каналов, где лодки тащили бечевою,

Травой зарастают.

Пути, что для колесниц предназначены были,

"Травою плача" зарастают.

И еще раз так - на берегах, на бечевниках,

На отложениях ильных каналов

Дикие овцы да горные змеи никому не дают проходу.

В степи, где добрые травы росли,

"Тростник слез" растет отныне.

Сладкая вода Аккада горькою потекла водою.

Кто сказал: "В том граде да поселюсь я!" —

Жилище его ему неуютно.

Кто сказал: "В Аккаде переночую!" —

Место ночлега ему неудобно.

За то, что Аккад разрушен, Инанне хвала!".

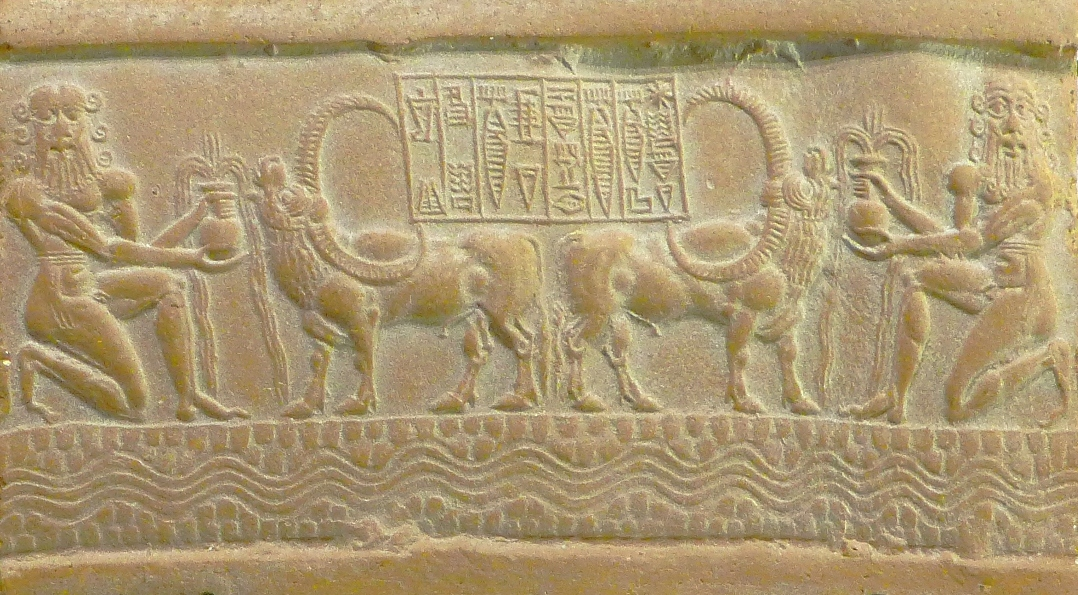
Цилиндрическая печать Ибни-шаррума, писаря царя Шаркалишарри. Надпись на печати: «Шар-кали-шарри, царь Аккада, писарь Ибни-шаррум его слуга». Лувр, Париж

Наряду с внешними врагами подняли голову и внутренние враги; начались мятежи в Двуречье, которые в конце концов в сильнейшей степени содействовали распаду государства Аккад. Согласно шумерскому Царскому списку в Уруке царствовала собственная династия, так называемая IV династия Урука, в которую вошли пять царей, правивших на протяжении 30 лет. Примеру Урука последовали и другие южные города. Датировочные формулы Шаркалишарри не раз упоминают войну которую вёл аккадский царь с шумерами, то есть городами расположенными в южном Двуречье.
Правитель Элама Кутик-Иншушинак объявил о независимости своей страны, заменил аккадский язык эламским и осмелился принять высший титул — «царь вселенной». У царя Аккада, имя которого по иронии переводится как «царь царей», не хватило сил, чтобы помешать Кутик-Иншушинаку, так как в это время он был очень занят подавлением восстаний в Шумере и войнами против луллубеев, гутиев и сирийских кочевников. Кутик-Иншушинак организовал даже набег на Мессопотамию и добрался до окрестностей Аккаде, но был остановлен под Акшаком, о чём говорит датировочная формула Шаркалишарри: «Год, когда Шаркалишарри двинулся против Элама и Захара под Акшак и … и победил».
В Курдистане правитель луллубеев Аннубанини приказал вырезать на скале своё изображение и надпись на аккадском языке, в которой он хвастается многочисленными завоеваниями.
Ценой невероятных усилий Шаркалишарри всё же удалось выправить положение в свою сторону, отразить нашествие гутиев, и даже взять в плен гутийского вождя Сарлагаба (в датировочной формуле Шаркалишарри он назван Сарлагом). Вполне возможно, что на данном этапе ему оказал помощь эламский царь Кутик-Иншушинак, согласно надписям которого, эламиты совершили ряд рейдов на север в горы Загроса и подвергли разгрому поселения гутиев, луллубев и других горцев. Видимо, общая опасность со стороны этих диких народов, сплотила недавних врагов. Шаркалишарри совершил также поход против пастушеских племен «амурру» западной степи, которым он нанёс поражение в области Басара (северо-западнее Мари, ныне Джебель-Бишри).
Всё это, однако, известно лишь из датировочных формул на хозяйственных документах из Лагаша. Победных надписей от Шаркалишарри не дошло; в строительных надписях он довольствуется лишь титулом «царь Аккаде», а не «царь четырёх сторон света». Всё это свидетельствует о значительном ослаблении мощи аккадского царя, правившего лишь незначительной частью распадающейся державы и сражающегося лишь для того, чтобы выжить. И хотя Шаркалишарри уже не располагал той политической мощью, что и Нарам-Суэн, но он всё же иногда присоединял к своему имени клинописный знак бога.

## Строительная деятельность
В целях налаживания отношений со жречеством шумерских городов, Шаркалишарри решил отстроить в Ниппуре Экур, главный храм Энлиля, некогда разрушенный его предшественником Нарам-Суэном. С этой целью в Ниппур был назначен новый наместник (шагана) Пузур-Иштар. Строительству храма Энлиля в Ниппуре посвящены названия нескольких датировочных формул Шаркалишарри. Аккадский царь также сооружал храмы аккадских божеств Анунит и Абы в Вавилоне (который впервые упоминается в этой связи), и, видимо, строил в Сиппаре. 
Он по-прежнему получал дань от Лугаль-ушумгаля из Лагаша, а также, вероятно, из Уммы. До нас дошло письмо Шаркалишарри к Лугаль-ушумгалю. Речь идёт о торговых сношениях. Лагаш получал от Аккада зерновой хлеб и ткани, а поставлял скот и молочные продукты. Торговля шла водой. Дошли до нас и буллы из глины для товаров, с надписями, в которых приводятся имена царя, энси, адресата и название товара и даты по событиям, например, год «когда Шаркалишарри победил предприятие Элама и Захара против Акшака и Сакли»; «год, когда он победил Амурру (Запад) у Басара»; «в год, когда он взял в плен Сарлака, царя Куты». Подобные же датировки дошли и из Ниппура.
Согласно позднему свидетельству, Шаркалишарри, подобно Римушу и Маништушу, пал жертвой дворцового заговора. Ниппурский царский список отводит ему 25 лет правления, но есть данные, что он находился у власти 24 года.

## Положение в стране после смерти Шаркалишарри
После смерти Шаркалишарри в стране наступила полная анархия. Смена царей происходила быстро и даже составители «Царского списка» не уверены, кто из последующих четырёх лиц (Игиги, Нанум, Ими, Элулу), указанных в «Царском списке» правил, а кто только был претендентом на престол. Все они имели странные, по-видимому, уменьшительные, но во всяком случае не династические имена и все вместе они правили 3 года (ок. 2176 — 2173 гг. до н. э.). В борьбе за престол Аккаде принял участие и гутийский вождь Элулу-Меш (которого «Царский список» упоминает под именем Элулу). В конце концов престол удалось заполучить потомку династии Саргона — Дуду.

## Список датировочных формул Шаркалишарри
|   | |
| a | Год, когда [Шаркалишарри] стал царём Аккаде Kramer Ann vol. 76, 80 n. 4 mu lugal a-ka3-de3ki ba-tusz-a |
| b | Год, когда Шаркалишарри выступил против Шумера, в горах reconstructed from year c mu szar-ka3-li2-szar3-ri2 ki-gi-enki-sze3 im-ta-e11-da hur-sag-ga2 |
| c | Год, следующий за годом, когда Шаркалишарри выступил против Шумера, в горах … PBS 5 38 mu szar-ka3-li2-szar3-ri2 ki-gi-en-sze3 im-ta-e11-da hur-sag-ga2 … mu us2-bi |
| d | Год, когда Шаркалишарри назначил Пузур-Иштара шаганой, чтобы построить храм Энлиля mu szar-ka3-li2-szar3-ri2 puzur4-esz4-tar2 szagina e2-den-lil2 du3-da bi2-gub-ba-a |
| e | Год, следующий за годом, когда Шаркалишарри назначил Пузур-Иштара шаганой, чтобы построить храм Энлиля mu szar-ka3-li2-szar3-ri2 puzur4-esz4-tar2 szagina e2-den-lil2 du3-da bi2-gub-ba-a mu ab-us2-a |
| f | a Год, когда Шаркалишарри заложил основание храма Энлиля в Ниппуре in 1 mu szar-ka3-li2-szar3-ri2 usz-szi3 e2-den-lil2 in nibruki isz-ku-nu b Год, когда основание храма Энлиля [в Ниппуре] было заложено OSP 2 94 mu usz e2-den-lil2-ka ab-gar                                                                                               |
| g | Год, следующий за годом, когда основание храма Энлиля в Ниппуре было заложено OSP 2 96; MAD 1 305 mu usz-szi3 e2-den-lil2 nibruki-a ki ab-gar-ra mu ab-us2-a |
| h | Год, когда царь Шаркалишарри принёс в храм Энлиля … ITT 1 1114 mu lugal szar-ka3-li2-szar3-ri2 … e2-den-lil2-ke4 i3-du-… |
| i | Год, когда Шаркалишарри [расплавил] золотой сосуд для возлияний и сократил [поступления] древесины кедра для храма Энлиля Adab 117, 177 in 1 mu dszar-ka3-li2-szar3-ri2 su-zu-gal esz2-de2-a / kasz-de2-a ku3-sig17 giszerin e2-den-lil2 ib-tu-qu2                                                                                            |
| j | Год, когда Шаркалишарри заложил основания храмов богини Анунит и бога Аба в Вавилоне и взял в плен Сарлаг[аба] царя гутиев RTC 118 in 1 mu dszar-ka3-li2-szar3-ri2 usz-szi3 e2-an-nu-ni-tim u3 e2-da-ba4 in ka2-dingirki isz-ku-nu u3 1 szar-la-ak lugal gu5-ti-imki ik-mi-u3                                                                 |
| k | a Год, когда Шаркалишарри одержал победу над Амурру in 1 mu szar-ka3-li2-szar3-ri2 mar-du2 isz11-a-ru b Год, когда Шаркалишарри одержал победу над Амурру в Басара in 1 mu szar-ka3-li2-szar3-ri2 kas mar-du2-am in ba-sza-ar.kur isz11-a-ru c Год, когда Шаркалишарри победил Амурру in 1 mu szar-ka3-li2-szar3-ri2 mar-du2-am isz11-a-ru    |
| l | a Год, когда Шаркалишарри двинулся против Элама и Захара под Акшак и … и победил in 1 mu szar-ka3-li2-szar3-ri2 elamki / nimki u3 za-ha-raki in pu-ti ud-uh2ki / akszakki u3 sag-li isz-ku-nu isz11-a-ru b Год, когда Шаркалишарри одержал победу над Эламом и Захаром in 1 mu szar-ka3-li2-szar3-ri2 elamki / nimki u3 za-ha-raki isz11-a-ru |
| m | Год, когда ярмо было наложено на гутиев (ITT 1 1048) mu gu-ti-umki ba-gar-ra-a |
| n | Год, когда Шаркалишарри … in 1 mu szar-ka3-li2-szar3-ri2 … sag … |
| o | Год, когда Шаркалишарри … Аккаде in 1 mu szar-ka3-li2-szar3-ri2 …-…-ni a-ka3-de3ki |
| p | a Год, когда Энлиль … … Шаркалишарри in 1 mu den-lil2 szar-ka3-li2-szar3-ri2 su … … b В год, в котором Энлилю … Шаркалишарри … in 1 mu den-lil2 szar-ka3-li2-szar3-ri2 su … su |
| q | Год, когда Шаркалишарри царь Аккаде (NBC 10097) mu szar-ka3-li2-szar3-ri2 lugal a-ka3-de3ki |
| r | В год, в котором Шаркалишарри … in 1 mu szar-ka3-li2-szar3-ri2 … |

| Династия Аккаде            |                                                                          |                                                         |
| Предшественник: Нарам-Суэн | царь Аккаде, царь Шумера и Аккада ок. 2200—2176 до н. э. (правил 24 лет) | Преемник: Игиги, Нанум, Ими, Элулу (возможно Элулу-Меш) |